# 西南行政委员会
西南行政委员会是1953年至1954年间中华人民共和国中央人民政府在西南地区的代表机关。

## 历史
1952年11月15日，中央人民政府委员会第十九次会议通过并颁布《改变大行政区人民政府（军政委员会）机构与任务的决定》。根据这一决定，1953年1月14日中央人民政府委员会批准任命西南行政委员会主席、副主席、委员。同年3月1日，西南行政委员会正式成立，由原西南军政委员会改建而成。辖区包括重庆市、四川省、贵州省、云南省、西康省、西藏地方、昌都地区。
1954年6月19日，中央人民政府委员会通过并颁布《关于撤销大区一级机构和合并若干省市建制的决定》。据此决定，西南行政委员会于11月1日宣布撤销，原所属各省、地方、地区改为中央直辖，重庆市则改为四川省辖市。

## 领导机构
- 主席：刘伯承
- 副主席：贺龙、邓小平、熊克武、龙云、刘文辉、王维舟、宋任穷、卢汉、邓锡侯
- 委员：丁道衡、于江震、文藻青、王家烈、王新亭、白小松、安恩溥、朱家璧、但懋辛、何鲁、李大章、李井泉、李侠公、李根源、李紫翔、李达、李筱亭、邦达多吉、周太玄、周林、周保中、周素园、周钦岳、周兴、胡子昂、夏仲实、夏克刀登、夏康农、徐孝刚、徐崇林、徐嘉瑞、桑吉悦希、张子意、张冲、张为炯、张国华、张际春、张曙时、曹荻秋、梁华、郭天民、陈筑山、陈曾固、陈离、陈铁、程子健、彭涛、贺炳炎、黄汲清、楚图南、廖井丹、廖志高、廖苏华、裴昌会、赵林、刘岱峰、欧伯川、潘朔端、蔡树藩、郑伯克、凭错旺阶、阎红彦、谢富治、钟休乾、鲜英、苏振华、龚自知、龚逢春

## 工作机构
秘书长
- 康乃尔

副秘书长
- 周钦岳、熊子骏

办公厅
- 主任：犹凤岐
- 副主任：魏三庆

人事局
- 局长：翁可业
- 副局长：王敖

政治法律委员会
- 主任：周保中
- 副主任：张曙时、但懋辛

参事室
- 主任：康乃尔
- 副主任：高兴亚

公安局
- 局长：周兴
- 副局长：刘秉琳、赵苍璧

人民监察委员会
- 主任：张际春
- 副主任：于江震、乔钟灵

民族事务委员会
- 主任委员：程子健
- 副主任委员：孙雨亭、张冲、桑吉悦希、夏康农、欧伯川

财政经济委员会
- 主任：宋任穷
- 副主任：刘岱峰、刘星、刘卓甫、邓辰西、赵立德

水利局
- 局长：屈健
- 副局长：黄子健

农林局
- 局长：陈铁
- 副局长：王善铨、赵秉经、吕韵

地方工业局
- 局长：杨寿山
- 副局长：刘雅清、胡泮生

建筑工程局
- 局长：姚继明
- 副局长：郝炬、崔子明、王海东

劳动局
- 局长：刘文远
- 副局长：刘景兴

文化教育委员会
- 主任：张子意
- 副主任：廖井丹

高等教育局
- 局长：韩明

教育局
- 局长：徐方庭

文化局
- 局长：李长路

卫生局
- 局长：鲁之俊
- 副局长：武雨琴

新闻出版局
- 局长：常芝青

扫盲工作委员会
- 主任委员：廖井丹
- 副主任委员：许琦之

体育运动委员会
- 主任委员：蔡树藩
- 副主任委员：李梦华

统计局
- 局长：李超白

最高人民法院西南分院
- 院长：张曙时（1950年6月－1954年11月）
- 副院长：李俊成（1950年6月－1954年11月）、孙干系

最高人民检察署西南分署
- 检察长：周兴（1950年6月－1954年11月）
- 副检察长：黄远新（1953年6月－1954年11月）